# Čaklov
Čaklov é um município da Eslováquia, situado no distrito de Vranov nad Topľou, na região de Prešov. Tem 12,76 km² de área e sua população em 2018 foi estimada em 2.629 habitantes.

## Demografia
| Ano:        | 1994 | 2004    | 2014    | 2024   |
| ----------- | ---- | ------- | ------- | ------ |
| Broj ljudi: | 2013 | 2264    | 2552    | 2774   |
| Razlika:    |      | +12,46% | +12,72% | +8,69% |

| Ano:               | 2023 | 2024   |
| ------------------ | ---- | ------ |
| Número de pessoas: | 2737 | 2774   |
| Diferença:         |      | +1,35% |